# Śpiewające fortepiany
Śpiewające fortepiany – telewizyjny program rozrywkowy (muzyczny quiz) oparty na irlandzkim formacie The Lyrics Board i emitowany w latach 2001–2005 na antenie TVP2. Jego prowadzącym był Rudi Schuberth, a reżyserem Elżbieta Protakiewicz.
W programie brały udział dwie 3-osobowe drużyny, których kapitanami byli pianiści Czesław Majewski i Janusz Tylman. Pozostali uczestnicy to gwiazdy polskiej estrady, scen teatralnych, filmu, telewizji, radia, sportu, a czasem polityki.
Pojedynek drużyn dotyczył zagadek muzycznych, m.in. odgadywania piosenek po fragmencie tekstu bądź muzyki, czy też śpiewania utworów związanych z wyświetlonymi obrazkami. Bardzo często wykorzystywane były piosenki popularnych autorów i wykonawców. Śpiewającym artystom, oprócz kapitanów drużyn, przygrywał zespół Wojciecha Kowalewskiego (Malina Kowalewski Band). Uczestników przygotowywał do występu Mateusz Polit.